# Dyskografia Kris Kross
Artykuł przedstawia dyskografię amerykańskiego duetu Kris Kross. Zawiera albumy studyjne, kompilację i remiksowy album. Ponadto są single.

## Albumy studyjne
| Rok                                                                           | Informacje dot. albumu                                                                                                | Najwyższa pozycja | Najwyższa pozycja | Najwyższa pozycja | Najwyższa pozycja | Najwyższa pozycja | Najwyższa pozycja | Certyfikacje                       |
| Rok                                                                           | Informacje dot. albumu                                                                                                | US                | US R&B            | AUS               | AUT               | SWE               | UK                | Certyfikacje                       |
| ----------------------------------------------------------------------------- | --- | ----------------- | ----------------- | ----------------- | ----------------- | ----------------- | ----------------- | ---------------------------------- |
| 1992                                                                          | Totally Krossed Out - Pierwszy studyjny album - Data wydania: 17 marca 1992 - Wydawca: Ruffhouse/Columbia Records     | 1                 | 1                 | 7                 | 33                | 30                | 31                | - CAN: 3x platyna - US: 4x platyna |
| 1993                                                                          | Da Bomb - Drugi studyjny album - Data wydania: 3 sierpnia 1993 - Wydawca: Ruffhouse/Columbia Records                  | 13                | 2                 | –                 | –                 | –                 | –                 | - CAN: złoto - US: platyna         |
| 1996                                                                          | Young, Rich & Dangerous - Trzeci studyjny album - Data wydania: 9 stycznia 1996 - Wydawca: Ruffhouse/Columbia Records | 15                | 2                 | –                 | –                 | –                 | –                 | - US: złoto                        |
| "–" oznacza, ze album nie był notowany, bądź nie został wydany w danym kraju. | |                   |                   |                   |                   |                   |                   |                                    |

## Kompilacje
| Rok  | Informacje dot. albumu                                                                                         |
| ---- | --- |
| 1998 | Gonna Make U Jump - Pierwsza kompilacja - Data wydania: 28 kwietnia 1998 - Wydawca: Ruffhouse/Columbia Records |

## Albumy remiksowe
| Rok  | Informacje dot. albumu |
| ---- | --- |
| 1996 | Best of Kris Kross Remixed '92 '94 '96 - Pierwszy album remiksowy - Data wydania: 26 listopada 1996 - Wydawca: Ruffhouse/Columbia Records |

## Single
| Rok                                                                            | Tytuł                      | Najwyższa pozycja | Najwyższa pozycja | Najwyższa pozycja | Najwyższa pozycja | Najwyższa pozycja | Najwyższa pozycja | Najwyższa pozycja | Certyfikacje     | Album                    |
| Rok                                                                            | Tytuł                      | US                | US Rap            | US R&B            | US Dance          | AUS               | SWE               | UK                | Certyfikacje     | Album                    |
| ------------------------------------------------------------------------------ | -------------------------- | ----------------- | ----------------- | ----------------- | ----------------- | ----------------- | ----------------- | ----------------- | ---------------- | ------------------------ |
| 1992                                                                           | "Jump"                     | 1                 | 1                 | 2                 | 13                | 1                 | 2                 | 2                 | - US: 2x platyna | Totally Krossed Out      |
| 1992                                                                           | "Warm It Up"               | 13                | 1                 | 3                 | 23                | 21                | 34                | 16                | - US: złoto      | Totally Krossed Out      |
| 1992                                                                           | "I Missed the Bus"         | 63                | 17                | 29                | –                 | –                 | –                 | 57                |                  | Totally Krossed Out      |
| 1992                                                                           | "It's a Shame"             | –                 | 11                | 55                | –                 | –                 | –                 | 31                |                  | Totally Krossed Out      |
| 1993                                                                           | "Alright"                  | 19                | 1                 | 8                 | 40                | –                 | –                 | 47                | - US: złoto      | Da Bomb                  |
| 1993                                                                           | "I'm Real"                 | 84                | 8                 | 45                | –                 | –                 | –                 | –                 |                  | Da Bomb                  |
| 1994                                                                           | "Da Bomb" (z Da Brat)      | –                 | 25                | 74                | –                 | –                 | –                 | –                 |                  | Da Bomb                  |
| 1995                                                                           | "Tonite's tha Night"       | 12                | 1                 | 6                 | –                 | –                 | –                 | –                 | - US: złoto      | Young, Rich, & Dangerous |
| 1996                                                                           | "Live and Die for Hip Hop" | 72                | 11                | 36                | –                 | –                 | –                 | –                 | - US: złoto      | Young, Rich, & Dangerous |
| "–" oznacza, że singel nie był notowany, bądź nie został wydany w danym kraju. |                            |                   |                   |                   |                   |                   |                   |                   |                  |                          |